# Žalm 17
Žalm 17 („Hospodine, slyš při spravedlivou“) je biblický žalm. V překladech, které číslují podle Septuaginty, se jedná o 16. žalm. Žalm je nadepsán těmito slovy: „Modlitba; Davidova.“ Podle některých vykladačů toto nadepsání znamená, že se jedná o modlitbu určenou pro krále z Davidova rodu. Tradiční židovský výklad naproti tomu považuje žalmy, které jsou označeny Davidovým jménem, za ty, které napsal přímo král David.

## Užití
Spis Šimuš Tehilim („Užití Žalmů“), jehož autorem je zřejmě židovský učenec Chaj Ga'on (939–1038), uvádí, že recitace 17. žalmu přináší zdar při cestování.